# Salles-Mongiscard
 Salles-Mongiscard  (en occitano Salas de Baura) es una población y comuna francesa, en la región de Aquitania, departamento de Pirineos Atlánticos, en el distrito de Pau y cantón de Orthez.

## Demografía
| 180 | 196 | 202 | 225 | 262 | 258 |
| Para los censos de 1962 a 1999 la población legal corresponde a la población sin duplicidades (Fuente: INSEE [Consultar]) |     |     |     |     |     |